# 아와코미나토역
아와코미나토역(일본어: 安房小湊駅, あわこみなとえき)은 일본 지바현 가모가와시에 있는 동일본 여객철도의 철도역이다. 특급 《와카시오》호가 필수로 정차한다.

## 역 구조
지상역이다. 단식 1면 1선과 섬식 2면 3선 구조로 되어 있다. 양쪽 승강장은 과선교로 이어져 있다. 아와카모가와역이 관리하는 업무 위탁역으로, 초록 창구는 오전 7시 25분부터 오후 5시 40분까지만 영업한다. 간이 개찰기에서 스이카 및 제휴 교통카드의 사용이 가능하다.

### 승강장
| 1                  | ■ 소토보 선 (하행)                          | 아와카모가와 방면                           |
| 2                  | ■ 소토보 선 (상행)                          | 가쓰우라 · 모바라 · 소가 · 지바 · 도쿄 방면 |
|                    | ■ 소토보 선 (하행)                          | 아와카모가와 방면                           |
| ■ 소토보 선 (상행) | 가쓰우라 · 모바라 · 소가 · 지바 · 도쿄 방면 |                                             |

3번 승강장은 일부 열차만 이용한다.

## 역세권 정보
- 국도 제128호선
- 다이노우라
- 우치우라 해수욕장

## 역사
- 1929년 4월 15일 - 일본국유철도의 역으로 개업하였다.
- 1987년 4월 1일 - 민영화에 따라 동일본 여객철도의 소속이 되었다.
- 2009년 3월 14일 - 스이카의 사용이 개시되었다.

## 인접역
| 동일본 여객철도 소토보 선   | 동일본 여객철도 소토보 선 | 동일본 여객철도 소토보 선    |
| --------------------------- | ------------------------- | ---------------------------- |
| 나메가와 아일랜드 지바 방면 | ■ 소토보 선               | 아와아마쓰 아와카모가와 방면 |